# Бокс на літніх Олімпійських іграх 1920
Бокс на літніх Олімпійських іграх 1920

## Загальний медальний залік
| Місце               | Країна                          | Золото | Срібло | Бронза | Загалом |
| ------------------- | ------------------------------- | ------ | ------ | ------ | ------- |
| 1                   | США                             | 3      | 0      | 1      | 4       |
| 2                   | Велика Британія                 | 2      | 1      | 3      | 6       |
| 3                   | Канада                          | 1      | 2      | 2      | 5       |
| 4                   | Франція                         | 1      | 1      | 1      | 3       |
| 5                   | Південно-Африканська Республіка | 1      | 0      | 0      | 1       |
| 6                   | Данія                           | 0      | 3      | 0      | 3       |
| 7                   | Норвегія                        | 0      | 1      | 0      | 1       |
| 8                   | Італія                          | 0      | 0      | 1      | 1       |
| Загалом (8 збірних) | Загалом (8 збірних)             | 8      | 8      | 8      | 24      |

## Медалісти
| Вагова категорія               | Золото                                           | Срібло                              | Бронза                               |
| ------------------------------ | ------------------------------------------------ | ----------------------------------- | ------------------------------------ |
| Найлегша вага (до 50,8 кг)     | Френкі Дженаро · США                             | Андерс Петерсен · Данія             | Вільям Катбертсоон · Велика Британія |
| Легша вага (до 53,5 кг)        | Кларенс Волкер · Південно-Африканська Республіка | Кліффорд Грахам · Канада            | Джордж Маккензі · Велика Британія    |
| Напівлегка вага (до 57,2 кг)   | Пол Фрітч · Франція                              | Жан Жаке · Франція                  | Едоардо Гарцена · Італія             |
| Легка вага (до 61,2 кг)        | Семюель Мосберг · США                            | Готфред Йохансен · Данія            | Клеренс Ньютон · Канада              |
| Напівсередня вага (до 66,7 кг) | Берт Шнайдер · Канада                            | Александр Айрленд · Велика Британія | Фредерік Колберг · США               |
| Середня вага (до 72,6 кг)      | Гаррі Маллін · Велика Британія                   | Артур Праудхоум · Канада            | Мо Герчович · Канада                 |
| Напівважка вага (до 79,4 кг)   | Едді Іган · США                                  | Сверре Сьорсдал · Норвегія          | Гарольд Франкс · Велика Британія     |
| Важка вага (понад 79,4 кг)     | Рональд Роусон · Велика Британія                 | Сорен Петерсен · Данія              | Хав'єр Елуере · Франція              |